# 威尔玛·曼斯菲尔德
威尔玛·曼斯菲尔德（荷蘭語：Wilma Jacqueline Mansveld）生于1962年9月11日，是荷兰工党的一名政治家，曾经担任荷兰的环境大臣，在其任内塑料微珠在化妆品中的使用被工业生产联盟禁止。曾经访华推广荷兰治理污染经验。